# Estação Once - 30 de Diciembre
A Estação Once - 30 de Diciembre é uma das estações do Metro de Buenos Aires, situada em Buenos Aires, entre a Estação Corrientes e a Estação Venezuela. Faz parte da Linha H e faz integração com a Linha A através da Estação Plaza Miserere.
Foi inaugurada em 31 de maio de 2007. Localiza-se no cruzamento da Avenida Pueyrredón com a Rua Bartolomé Mitre. Atende o bairro de Balvanera.